# Frédéric Choffat
 (mars 2025).
Si vous disposez d'ouvrages ou d'articles de référence ou si vous connaissez des sites web de qualité traitant du thème abordé ici, merci de compléter l'article en donnant les références utiles à sa vérifiabilité et en les liant à la section « Notes et références ».
Frédéric Choffat est un réalisateur suisse né le 9 juin 1973 à Agadir au Maroc.
Après des études de photographie, il commence des études de réalisation à l'Ecal, à Lausanne, études qu'il termine en 1998 avec mention.
Après plusieurs courts-métrages et documentaires primés, il sort son premier long métrage de fiction La vraie vie est ailleurs en janvier 2007. Ce film a obtenu le prix de la ville de Stuttgart en novembre 2006 lors du 23e festival du film francophone de Tübingen, puis la Vague du meilleur film international au 21e festival international du cinéma francophone en Acadie à Moncton  (Canada), et le prix du Festival de Villefranche-sur-Saône. La même année, il réalise un documentaire sur trois sages-femmes à Genève intitulé Sages-femmes. En 2008, il réalise un essai cinématographique d'une heure sur le texte Troisième Nuit de Walpurgis de Karl Kraus, avec José Lillo Walpurgis, puis Marcel Ophuls et Jean-Luc Godard, la Rencontre de St-Gervais en 2011, filmant la rencontre de ces deux réalisateurs à Genève. En 2011, il présente son deuxième long-métrage de fiction, Mangrove, en compétition internationale au Festival international du film de Locarno en août 2011. C'est son 9e film présenté à ce festival depuis 1997. Il travaille depuis 1997 avec la scénariste Julie Gilbert. Il réalise également des créations cinématographiques pour le théâtre (Outrages Ordinaires) et la musique contemporaine (La Lumière Antigone, Raven).
Il réalise en 2015 un documentaire pour la télévision, Terminus Brig qui reçoit en février 2016 au Ministère des affaires étrangères à Paris le Prix Louise Weiss de l’Association des Journalistes Européens. En mars 2016 il présente son nouveau documentaire, Non-Assistance, en première mondiale au Festival du Film et Forum International des Droits Humains (FIFDH). En mars 2022, il présente son documentaire Tout commence, consacré aux jeunes activistes du climat, à ce même festival.
Etabli en Suisse, il vit entre Genève et Los Angeles.

## Filmographie
- 1998 : À Nedjad, court-métrage de fiction – 15 min – 35 mm – Ce court-métrage a participé à de nombreux festivals et a obtenu plusieurs prix : Locarno : Léopard de demain, prix SSR Nouveaux talents suisses. Nomination pour le meilleur court-métrage suisse 99, Prix Trieste pour la Paix 99 – Prime d’étude de l’OFC. Compétition : Locarno – Trieste – Poitiers – Grenoble – Sofia – Cracovie – Soleure – Lausanne – Stockholm - Londres…

- 2002 : Ocumicho sauvé par les diables, documentaire, 25 minutes, dvPal.

- 2003 : Genève-Marseille, moyen-métrage de 39 minutes, a participé aux festivals de : Locarno 2003, Sélection Officielle internationale vidéo, Rotterdam, Marché du film de Cannes, Trieste, Milan, New-York, Lyon, Soleure…

- 2007 : La vraie vie est ailleurs, long-métrage, 84 minutes, 35 mm[1].

- 2007 : Article 03, court-métrage, 5 minutes, HD.

- 2007 : Sages-femmes, documentaire, 42 minutes, Beta D.

- 2008 : Walpurgis, essai cinématographique, 60 minutes, HDcam, dcp[2],[3].

- 2011 : Mangrove, long-métrage, 70 minutes, 35 mm, dcp[4].

- 2011 : Marcel Ophuls et Jean-Luc Godard, La rencontre de St-Gervais, co-réalisé avec Vincent Lowy documentaire, 45 minutes, HD.

- 2015 : Terminus Brig, documentaire, 52 minutes, HD, dcp.

- 2016 : Non-Assistance, documentaire, 52 minutes, HD, dcp.

- 2019 : My Little One, long-métrage, co-réalisé avec Julie Gilbert, 101 minutes, dcp[5].

- 2022 : Tout commence, documentaire, 92 minutes[6],[7].

## Théâtre
- 2012 : Outrages ordinaires, Espace Libre, Montréal[8].